# Floyd County (Kentucky)
Floyd County is een county in de Amerikaanse staat Kentucky.
De county heeft een landoppervlakte van 1.021 km² en telt 42.441 inwoners (volkstelling 2000). De hoofdplaats is Prestonsburg.